# Imperia GP
Pour les articles homonymes, voir Imperia et GP.
L'Imperia GP est un roadster à moteur hybride conçu par la société Green Propulsion (en) et dont la commercialisation était prévue pour 2015. En janvier 2016, la société Imperia est déclarée faillie (mise en liquidation judiciaire).

## Genèse du projet

### Green Propulsion
Green Propulsion est une Spin-off de l'Université de Liège. Fondée en 2001, elle  se spécialise dans l'engineering et le développement de solutions de motorisations dites "propres" et principalement dans le domaine spécifique des moteurs hybrides rechargeables. 
Imperia Automobiles est une société créée en 2009 par scission partielle de l'entreprise Green Propulsion s.a. La structure indépendante "Imperia Automobiles s.a" a été fondée pour opérer ses activités munie des droits de propriété de la marque Imperia Automobiles (tombée dans le domaine public) et de la motorisation Powehybrid. 
Les deux sociétés sont liées. Green propulsion conceptualise l'Impéria GP pour le compte d'Impéria Automobiles. Le cahier des charges étant de réaliser une Imperia résolument sportive, un roadster néo-rétro directement inspiré des réalisations passées de la marque liégeoise. À leur tête, Yves Toussaint, un passionné d'automobiles, liégeois d'adoption, qui mise sur l'engouement pour les voitures "néo rétro" et rêve de faire revivre la marque Impéria.
Après trois ans dans l'aérospatiale à l'ULg, Yves Toussaint se réoriente vers l'électromécanique. Diplômé, il passe plusieurs années au Brésil et en Éthiopie en coopération au développement où il réalisera d'ailleurs ses premières ébauches de voitures hybrides. À son retour, il devient assistant à l'Université de Liège en motorisation thermique automobile. C'est au début des années 2000 qu'il décide, avec ses comparses Nicolas Naniot et Bernard Loly de concrétiser un projet d'entreprise : Green Propulsion était née.
Initialement, l'activité première de la société est consacrée à la construction de prototypes. C'est ainsi, par exemple, que Green Propulsion travaille à l'élaboration d'un Kangoo hybride pour Renault. Une quinzaine de prototypes (karts, motos électriques, voitures, camionnettes, microbus et bus urbains hybrides) sont conçus durant cette période. Mais l'entreprise souhaite, dès 2004, commercialiser un véhicule de fabrication propre. Le choix se porte alors sur la marque Imperia, libre de droits.

### Développement de l'Impéria GP

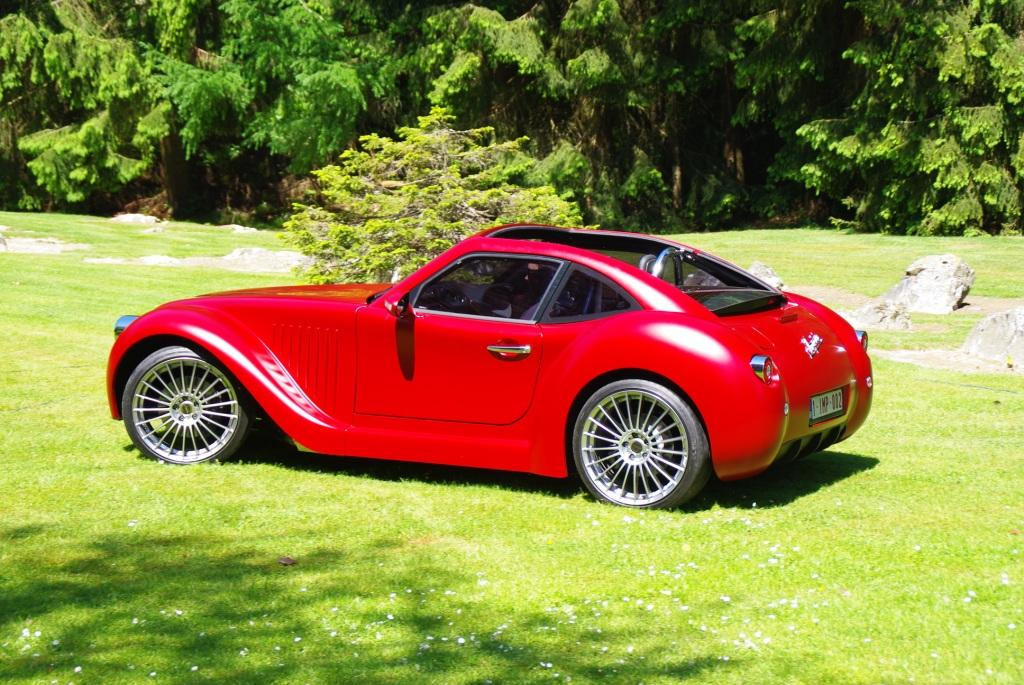
Imperia GP au Royal Automobile Club de Spa, en mai 2012

La reprise de la marque Imperia est effective en 2008 et la société Imperia Automobiles est créé. 
La communication autour du projet annonce la possibilité de précommander le véhicule dès 2010, avec une perspective de livraison en 2013 et un tarif annoncé initialement sous les 80.000 €. 
Un site de production voit le jour à Liège, à proximité du campus du Sart-Tilman. Dans un premier temps, les solutions techniques sont évaluées sur un "mulet", installé dans une caisse de Ford Escort Mk1. 
Une maquette à l’échelle 1 a été présentée au Salon de l'automobile de Bruxelles en 2011. 18 mois et 21 000 heures de travail plus tard[réf. souhaitée], le prototype fonctionnel accomplit ses premiers tours du circuit de Spa-Francorchamps lors du Spa Classic des (25-26 et 27 mai 2012). Une série de changements de design auront donc vu le planning s'allonger. Le véhicule sert également de vitrine technologique pour la commercialisation de services d’ingénierie de motorisation auprès d’autres constructeurs.
Deux années de tests et autant de nouveaux prototypes plus tard, il est question d'une première production d'un lot de 50 exemplaires à un prix qui s'affiche désormais à six chiffres  (Un modèle un peu moins bien équipé était prévu pour 94 490 euros, alors que certains pack d'options font monter l'addition aux alentours de 130 000  à   150 000 euros).

### Quelques dates clé du projet
- 10/2007 : dépôt de la marque Imperia Automobiles par Green Propulsion
- 02/2008 : présentation du design Imperia GP sur le site www.imperia-auto.be
- 06/2008 : PowerHybrid démontre ses prestations à bord d’une Ford Escort Mk1
- 09/2009 : constitution par scission partielle de la société Imperia Automobiles SA
- 02/2010 : 2 ans après le lancement du site web, plus de 300 intentions de commandes sont récoltées
- 06/2010 : commande d’une étude PowerHybrid par un constructeur de prestige[Lequel ?]
- 06/2010 : capitalisation d’Imperia Automobiles pour financer le développement d’un prototype
- 10/2010 : pose de la première pierre du hall d’assemblage et du showroom
- 01/2011 : présentation officielle du châssis n°1 carrossé et statique au Salon de l'automobile de Bruxelles
- 12/2011 : premiers tours de roues du prototype châssis n°2 (non carrossé)
- 05/2012 : premiers tours de circuit du prototype châssis n°2 fonctionnel à Francorchamps
- 03/2013 : présentation du troisième châssis

### Difficultés financières et mise en liquidation
L'entreprise a toutefois fini de consommer les réserves constituées lors de l'augmentation de capital de 2010 et se retrouve en cessation de paiement faute de pouvoir concrétiser en 2015 une nouvelle augmentation de capital. Celle-ci devait permettre l'industrialisation de la production. Exsangue, avec un parc qui se limite à trois prototypes dont le dernier est homologué, Imperia ne peut plus assumer ses obligations.
Les deux sociétés (Impéria Automobiles et Green Propulsion) sont mises en réorganisation judiciaire en décembre 2015. Une offre de reprise distincte survient pour chacune d'entre elles, mais celle visant l'activité automobile est jugée insuffisante et Impéria est déclarée en faillite en janvier 2016. Etonnamment, le site internet de la marque est toujours en ligne en 2022, présentant notamment les annonces faite entre 2009 et 2015.
Les activités de Green Propulsion, qui emploie alors une dizaine de personnes, sont reprises en 2016 au sein de la structure Green Propulsion Engineering, avec le concours des investisseurs Laurent Minguet et Denis Goffaux.

## Caractéristiques techniques

### Motorisation
Initialement, il était question d'embarquer un moteur V4 (une configuration compacte mais peu fréquente). C'est finalement une motorisation essence 1.6 turbo (développée par BMW et PSA Peugeot Citroën) de 200 ch associée à un moteur électrique de 150 ch, ce qui permet d'atteindre une puissance totale de 350 ch, qui sont retenus.
Misant sur une assistance électronique limitée en configuration de base, la particularité de l'approche powerhybrid réside dans une grande flexibilité de combinaison des deux modes de propulsion. La voiture peut fonctionner en pur électrique (avec une autonomie de 60 km), en hybride cumulant la puissance des deux motorisations ou étendre l'autonomie de la batterie en la faisant recharger par le moteur thermique. Ce qui peut également être géré par le conducteur depuis l'habitacle en fonction de la spécificité de son trajet (routier ou urbain). La batterie relativement modeste (11 Kwh) se contentait d'une prise réseau (220V / 16A) pour un cycle de charge complète de près de 4 heures.
Cette motorisation permet à l'Impéria GP d'effectuer une accélération de 0 à 100 km/h en 4,0 secondes en mode hybride combiné. A noter qu'une boite de vitesse complémentaire permettait de faciliter le travail du moteur électrique lorsque ce dernier travaillait seul. Les émissions de CO2 sont de ce fait inférieures à 50g/km.
La version de série devait être fournie sans les systèmes d'aide à la conduite dont sont équipées la plupart des modèles sportifs contemporains (ils étaient disponibles toutefois en option).

### Carrosserie
Elle s'inspire des réalisations emblématiques de la marque liégeoise au siècle précédent.
Le design du véhicule a été réalisé entièrement en Belgique. C'est un jeune belge, Denis Stevens, qui a été chargé, à la suite d'un concours organisé par Impéria Automobiles, de dessiner les lignes du concept, qui a ensuite été retouché en interne, de même que le design intérieur, grâce notamment au recrutement d'un directeur de production issu du secteur de la personnalisation de luxe (raison pour laquelle le premier lot devait finalement viser une version de luxe plutôt qu'une version dépouillée)[réf. souhaitée].